# 第一大酒店
第一大酒店（英語：First World Hotel），是一家位于马来西亚云顶高原的酒店，为世界最大酒店，拥有7,351间客房。该酒店还设有广场，于2002年7月26日由时任首相马哈迪·莫哈末主持开幕。

## 历史
2002年7月26日，云顶第一大酒店举行开幕典礼，并由时任首相马哈迪·莫哈末主持。马哈迪在会上说：“云顶的成长反映马来西亚的成长。”
开幕后，曾获得吉尼斯世界纪录大全承认及颁发“世界最大酒店”证书。直到2008年被拉斯维加斯威尼斯人酒店超越。
2015年，因增加了1233间客房，第一大酒店以7,351间客房的数量列入吉尼斯世界记录。